# 묵시의 바다
《묵시의 바다》는 1982년 3월 13일에 방영된 TV문학관이다.

## 출연
- 유지인
- 백일섭
- 한진희
- 허옥숙
- 이종만
- 송동섭
- 김영철
- 하대경
- 서승현
- 백수련
- 최길호
- 김봉근
- 이원종
- 장희진
- 이주실
- 윤덕용
- 박경득
- 조재훈
- 임영식
- 이한승
- 지계순
- 조은덕
- 방숙례
- 박성호
- 이동철
- 정재원
- 이종희